# Single All the Way
Single All the Way (Soltero hasta Navidad en España y Soltero en Navidad en Hispanoamérica) es una película de comedia romántica navideña canadiense de 2021 dirigida por Michael Mayer y escrita por Chad Hodge. La trama sigue a un hombre gay (Michael Urie) que convence a su mejor amigo (Philemon Chambers) de fingir ser su novio cuando se va a casa por Navidad, solo para que su madre (Kathy Najimy) le organice una cita a ciegas. Luke Macfarlane, Barry Bostwick, Jennifer Robertson y Jennifer Coolidge también protagonizan.
La película fue estrenada por Netflix el 2 de diciembre de 2021.

## Argumento
Peter, un estratega de redes sociales que vive en Los Ángeles, está cansado de que toda su familia le pregunte sobre su estado de soltero cada año cuando los visita durante las vacaciones. Está emocionado de traer a su nuevo novio Tim a New Hampshire para conocerlos, hasta que descubre que Tim está casado cuando la esposa de Tim contrata al mejor amigo y compañero de cuarto de Peter, Nick, como personal de mantenimiento independiente. Devastado, Peter convence a Nick de viajar a New Hampshire con él y fingir que están saliendo. Antes de que puedan anunciar su relación falsa, la madre de Peter, Carole, le dice que ha organizado una cita a ciegas entre Peter y su instructor de spinning, James. Peter acepta a regañadientes con el apoyo de Carole y Nick.
Llega el resto de la familia de Peter: su padre Harold, sus hermanas Lisa y Ashleigh y sus respectivas familias, y su tía Sandy, quien dirige el concurso anual de Navidad para niños. Harold le dice en privado a Nick que siempre pensó que él y Peter serían perfectos el uno para el otro, y que Peter parece más feliz cuando está con Nick. Mientras tanto, Peter tiene varias citas con James, incluida la compra de un árbol de Navidad y un día de esquí. Se divierten, aunque Peter menciona repetidamente a Nick en la conversación y comienza a sentirse dividido entre pasar su tiempo limitado con James o con su familia. Le dice a Nick que está considerando regresar a New Hampshire, para consternación de Nick.
El jefe de Peter lo llama para decirle que abandonarán su última campaña publicitaria y le indica a Peter que desarrolle una nueva campaña, con "personas reales" en lugar de modelos, al día siguiente. Harold, que está intentando que Peter y Nick pasen más tiempo juntos, sugiere fotografiar a Nick; aunque Nick inicialmente se muestra reacio, la sesión de fotos es un éxito. Las hijas de Lisa, Sofia y Daniela, también están apoyando a Peter y Nick para que se reúnan. Obligan a Nick a admitir que está enamorado de Peter, y luego fingen quedarse dormidos en la cama de Peter para que tenga que compartir la cama de Nick. Al día siguiente, Sofia y Daniela hablan con Peter, quien les dice que siente algo por Nick pero que tiene miedo de arriesgar su amistad. El concurso de Navidad de la tía Sandy es un éxito gracias a la ayuda de Peter y Nick.
Luego, Nick le confiesa sus sentimientos a Peter, quien todavía teme que una relación pueda poner en peligro su amistad. Le dice a Nick que ha decidido regresar a casa. Mientras Peter se dirige al bar con James para celebrar el éxito del concurso, Nick hace las maletas y se prepara para regresar a Los Ángeles, pero acepta un trabajo más de mantenimiento: volver a pintar una tienda cuyo dueño se jubila. James le dice a Peter que no son compatibles el uno con el otro y que Peter pertenece a Nick. Peter se apresura a casa para encontrar que Nick se ha ido. Ve el coche de alquiler de Nick en la tienda y Nick le dice que ha pagado los primeros seis meses de alquiler de la tienda como regalo de Navidad a Peter, que siempre ha querido abrir una tienda de plantas. Peter finalmente le dice a Nick que está enamorado de él y comparten un beso. El día de Navidad, anuncian que están saliendo y planean mudarse juntos a New Hampshire, para deleite de toda la familia de Peter.

## Reparto
- Michael Urie como Peter
- Philemon Chambers como Nick
- Luke Macfarlane como James
- Barry Bostwick como Harold
- Jennifer Robertson como Lisa
- Madison Bridges como Daniela
- Alexandra Beaton como Sofía
- Dan Finnerty como Kevin, el quitanieves
- Steve Lund como Tim
- Melanie Leishman como Ashleigh
- Gryffin Hanvelt como Simon, el hijo mayor de Ashleigh
- Viggo Hanvelt como Sam, el hijo menor de Ashleigh
- Stefano DiMatteo como Tony, el esposo de Lisa
- Victor Andrés Trelles Turgeon como Jim, esposo de Ashleigh
- Jennifer Coolidge como La tía Sandy
- Kathy Najimy como Carole

## Producción y lanzamiento
En marzo de 2021, Variety informó que Michael Mayer dirigiría Single All the Way, una comedia romántica de temática navideña sobre hombres homosexuales, para Netflix . La mayor parte del elenco fue anunciado en ese momento, así como el guionista y productor ejecutivo Chad Hodge y el productor Joel S. Rice. Hodge escribió el personaje de la tía Sandy pensando en Jennifer Coolidge, diciendo que ella estaba entre las cosas que "querría ver en una película navideña gay", sin saber al principio si aceptaría ser parte de la película. Las audiciones se llevaron a cabo a fines de 2020. Se le pidió a Michael Urie que enviara una cinta de audición para el personaje de Nick, pero sintió que Peter encajaba mejor.
La fotografía principal tuvo lugar en Montreal, Quebec. El esposo de Kathy Najimy, Dan Finnerty, fue elegido después de que quiso unirse a Najimy en Montreal y se enteró de que las restricciones de viaje de COVID-19 en la frontera entre Canadá y Estados Unidos requerían que estuviera trabajando. Escribió e interpretó dos canciones originales ("Mrs. Claus" y "Single All the Way") como Kevin, un operador de quitanieves. Ruth Coolidge de Screen Rant comparó el papel de Finnerty en la película con su "papel igualmente icónico" como el cantante de bodas en The Hangover (2009).
El 10 de noviembre de 2021 se lanzó un tráiler oficial. La película se estrenó digitalmente en Netflix el 2 de diciembre, convirtiéndose en la primera película festiva gay del servicio de transmisión.

## Recepción

### Audiencia
Durante su semana de debut, Single All the Way ocupó el puesto número 6 en las 10 mejores clasificaciones semanales de películas en inglés de Netflix, según su metodología de medir una película o un programa de televisión por la cantidad de horas que se vieron, con 13,82 millones de horas vistas. También se clasificó en el top 10 semanal en Netflix en 42 países. En la segunda semana de lanzamiento, tuvo una audiencia de 11,14 millones de horas y se ubicó en el puesto número 5 en la lista de Netflix, mientras permanecía entre los 10 mejores rankings de Netflix en 36 países.

### Respuesta crítica
En el sitio web del agregador de reseñas Rotten Tomatoes, el 67% de las 27 reseñas son positivas, con una calificación promedio de 6.3/10. Metacritic, que utiliza un promedio ponderado, asignó a la película una puntuación de 49 sobre 100 basada en 6 críticos, lo que indica "críticas mixtas o promedio".
El guion fue criticado por el uso de tropos comunes en las películas de comedia romántica navideña. Aunque Benjamin Lee de The Guardian comentó que la "convencionalidad abrumadora... es un poco el punto" de la película, ya que coloca a los personajes homosexuales en un entorno familiar, sintió que era demasiado formulado. Urie y Chambers fueron elogiados por sus actuaciones individuales, pero los críticos no estuvieron de acuerdo con sus interacciones en pantalla. Ferdosi Abdi, escribiendo para Screen Rant, comentó que "la química entre la pareja es palpable" y describió a Peter y Nick como "una de las representaciones más fuertes de una pareja" dentro del género de comedia romántica navideña. Por otro lado, Teo Bugbee de The New York Times sintió que los dos actores no eran lo suficientemente cercanos en muchas escenas y que incluso era "difícil creer que la pareja sea la mejor amiga".
La representación de la película de personajes homosexuales en un entorno cotidiano, sin conflicto basado en la sexualidad, recibió elogios. Los críticos aplaudieron la aceptación de la familia de Peter, aunque algunos sintieron que su interés en la relación de Peter y Nick era excesivo. Escribiendo para el San Francisco Chronicle, Carla Meyer elogió la incorporación de la película de varios aspectos de la cultura gay, contrastándola con The Christmas House (2020) de Hallmark Channel, a la que criticó por "narrativas que restan importancia a la sexualidad y promueven su ' como nuestras cualidades". Coolidge también fue elogiada por su actuación, que Jude Dry de IndieWire describió como "muy lejos de su típica respiración entrecortada de mediana edad", aunque otros sintieron que su actuación estaba limitada por el guion.

### Reconocimientos
| Año  | Premio                                          | Categoría                                                | Destinatarios      | Resultado | Ref.          |
| ---- | ----------------------------------------------- | -------------------------------------------------------- | ------------------ | --------- | ------------- |
| 2022 | Premios del Sindicato de Productores de América | Productor destacado de película transmitida o televisada | Joel S. Rice       | Nominado  | [ 19 ]        |
| 2022 | Premios de medios GLAD                          | Mejor película para televisión                           | Single All the Way | Ganadora  | [ 20 ] [ 21 ] |